# シェルブールの海戦
シェルブールの海戦（シェルブールのかいせん）は1692年6月1日-2日（ユリウス暦5月21-22日）にイングランドとフランスの間で発生した海戦。バルフルール岬とラ・オーグで行われた一連の海戦の一部である。
バルフルール岬の海戦後、ひどく傷ついていたフランスの104門艦ソレイユ＝ロワイヤル、90門艦アドミラブル、76門艦トリオンファンは2隻の小型艦と火船1隻を伴ってシェルブールの安全な泊地を目指していた。しかし大型艦に適した港がなかったため3隻は郊外の浜に乗り上げた。イングランドのエドワード・ラッセル提督は部下のラルフ・デラヴァル中将に命じてこれらを襲撃させた。
デラヴァル戦隊はシェルブール沖に展開したが、彼の指揮権はこの任務には大きすぎた。彼は3-4等艦11隻を手元に残し、他の16隻はトゥールヴィル提督のフランス主力を追跡していたラッセルの本隊に派遣した。

## 戦闘
旗艦を100門艦ロイヤル・ソブリンから軽快な50門艦セント・オールバンズに移した後、デラヴァルは6月1日朝に最初の攻撃を行った。
フランス側も戦列艦の防衛に死力を尽くしていた。各艦は海側にマストが向くように座礁させられており、各砲には人員が配置されていた。またソレイユ＝ロワイヤルはフォッス・デュ・ギャレー要塞の、他の2隻も沿岸防衛塔の援護を受けていた。

### 第一波
デラヴァルは襲撃の前に測深をはじめ、それから6月1日朝にセント・オールバンズとルビーの50門艦2隻で要塞の砲撃を始めた。しかし陸からの応射が苛烈だったため90分後に攻撃を中止した。

### 第二波
翌6月2日朝にデラヴァルはまた攻撃を仕掛ける。セント・オールバンズとアドヴァイス（50門）にアドミラブル攻撃を命じ、70門艦グラフトンに移乗した彼自身は他の目標に向かった。しかし干潮時だったため水深が十分でなく、攻撃は成功しなかった。

### 第三波
午後1時、満潮とともにデラヴァルは最後の攻撃を行った。この攻撃では火船が使用され、ソレイユ＝ロワイヤルはブレイズ（艦長トマス・ヒース）の、トリオンファンはウルフ（艦長ジェイムズ・グリーンウェイ）の攻撃を受けて炎上したが、ハウンドによるアドミラブル襲撃は成功しなかった。このためデラヴァルはアドミラブルに切り込み隊をのせたボートを送り、アドミラブルのボージュ艦長は降伏を余儀なくされた。デラヴァルは負傷者40名の捕虜をとり、アドミラブルを含む他のフランス艦艇4隻を焼却した。

### 結果
デラヴァルは損害を殆ど出さずにフランス戦隊を全滅させることに成功し、続くラ・オーグの海戦にむけて出発した。